# Partido Español Demócrata
El Partido Español Demócrata (PED) fou un partit polític creat el 1983 per Angelina Gómez Rueda, gerent d'una agència de publicitat. Es definia com «progressista», postulava «el pluralisme i la igualtat» i apostava per potenciar «les relacions externes» i «l'idioma de cada regió». Amb aquestes sigles i les de Unidad Centrista Andaluza es presentaren a les eleccions generals espanyoles de 1986 i a les eleccions al Parlament d'Andalusia de 1990, amb resultats minsos.
Després de les eleccions generals espanyoles de 1993 va ser acusada de fundar un fals partit polític per a vendre les dades del cens electoral i presentar candidats falsos. El 16 d'octubre de 2002 el Tribunal Suprem d'Espanya va condemnar Angelina Gómez Rueda per estafa i associació il·lícita a diverses penes de presó menor, multes i inhabilitació per a càrrec públic durant vuit anys.